# Tommy Dreamer
Thomas Laughlin (født d. 14. februar 1971) er en amerikansk fribryder, der i øjeblikket wrestler for WWE på ECW hvor han wrestler som Tommy Dreamer. Tommy Dreamer er tidligere ECW World champion. Dreamer er bedst kendt for sin tid i det originale ECW i Philadelphia, Extreme Championship Wrestling, hvor han blev kaldt 'The heart And Soul of ECW' selv om han kun holdt mesterskabstitlen en eneste gang i 30 minutter.
Han var involveret i de mest brutale storylines onscreen, var involveret i booking af matches og, med andre wrestlere, en del deres daglige liv i promotionen.
I dag er han mest husket for hans legitime forkærlighed for det gamle ECW og er konstant involveret i storylines, hvor han længes af hele sit hjerte at blive ECW World Champion atter en gang. Efter mange år i WWE valgte Dreamer at slutte sin karrieren nogle uger før At ECW (Extreme Championship Wrestling) sluttede.